# Xian de Pingyang
Le xian de Pingyang (平阳县 ; pinyin : Píngyáng Xiàn) est un district administratif de la province du Zhejiang en Chine. Il est placé sous la juridiction administrative de la ville-préfecture de Wenzhou.

## Démographie
La population du district était de 809 200 habitants en 1999.